# Образцовый самец
«Образцовый самец»  (англ. Zoolander) — американский комедийный фильм 2001 года режиссёра Бена Стиллера. Фильм содержит элементы из пары короткометражных фильмов, снятых Расселом Бейтсом и написанных Дрейком Сатером и Стиллером для телевизионных передач VH1 Fashion Awards в 1996 и 1997 годах. В более ранних короткометражных фильмах и в этом фильме изображен самовлюблённый мужчина-модель по имени Дерек Зуландер (Стиллер). 
В фильме главные лица индустрии моды, Якобим Мугату (Уилл Феррелл) и агент Дерека — Мори Балштейн (Джерри Стиллер), наняты другими руководителями для убийства премьер-министра Малайзии (Вудро Асаи), который хочет принять прогрессивные законы, которые нанесут вред их бизнесу. Мугату и Баллштейн планируют «промыть мозги» Зуландеру и заставить его убить. Между тем, у Зуландера есть несколько личных и карьерных проблем, в том числе падающая популярность, разочарование в выборе карьеры в ущерб своей семьи и попытки найти свою истинную цель, которая, как он подозревает, заключается не в том, чтобы быть моделью. Благодаря многочисленным исследованиям, журналист Матильда Джеффрис (Кристин Тейлор) узнает о запланированном убийстве и сообщает об этом Дереку. После того, как Дерек примиряется с конкурирующим мужчиной-моделью Гензелем (Оуэн Уилсон), все трое пытаются предотвратить убийство премьер-министра.
Имя Дерек Зуландер было придумано Бейтсом, когда он редактировал первый короткометражный фильм, и было вдохновлено именами двух моделей-мужчин, которые работали на Кельвина Кляйна: голландца Марка Вандерло и американца Джонни Зандера.
Этот фильм был сатирой на индустрию моды, он получил смешанные отзывы от критиков и имел кассовый успех. Продолжение франшизы, «Образцовый самец 2», было выпущено в феврале 2016 года, получив негативные отзывы. Мультсериал «Образцовый самец: супер модель» был выпущен на Netflix UK в августе 2016 года и на CBS All Access в мае 2020 года.

## Сюжет
В Малайзии к власти пришёл новый премьер-министр, который начал проводить реформы, среди которых отмена детского труда. Ведущим лицам моды это не по душе. Поэтому они приказали Якобиму Мугату найти идиота для устранения премьер-министра Малайзии, который должен прибыть в Нью-Йорк.
Успешная модель Дерек Зуландер даёт интервью журналистке Матильде Джеффрис. Зуландер отправился на вручение премии «Модель Года», которую должен был получить в четвёртый раз подряд. Но на премию приехал новичок в модельном бизнесе, Хенсэл Макдональд. На мероприятии также присутствует Матильда, которая пытается расспросить Мугату про малайзийских детей, но его ассистентка не даёт этого сделать. Во время мероприятия Якобим тайно беседует с агентом Дерека Мори Балштейном про проблему с малайзийским премьер-министром. В номинации «Модель года» побеждает Хенсэл. Зуландер думает, что это шутка, но попадает впросак, после чего убегает. Пока он пытается понять, кто он есть, Хенсэл подкалывает его, что зарождает между ними соперничество. Пока он идёт домой, он видит, как его лица заменяют на Хенсэла, а самого Дерека высмеивают.
На следующий день друзья Зуландера пускают шутки про Хенсэла, а Дерек прерывает их со своими мыслями. Компания решает вместе с Дереком отвлечься, и они идут развлекаться. На заправке они дурачатся, поливая друг друга бензином. Но внезапно Дерек увидел, что журнал с ним выбрасывают в мусорку. Зуландер подходит, чтоб посмотреть, где видит оскорбительную статью про себя. Тем времени один из его друзей решает закурить, после чего на заправке происходит взрыв, где выживает только Дерек.
На похоронах своих друзей Зуландер читает речь в память о них. На похоронах присутствуют Балштейн, Мугату вместе со своими ассистентами и другие лица мира моды. Внезапно мероприятие портит Хенсэл своим появлением. Зуландер объявляет об уходе из модельного бизнеса. На кладбище также была Джеффрис, которая хотела поговорить с Мугату. Но она решила поговорить с Дереком, но он говорит, что ни разу не работал с Якобимом, и уезжает. Зуландер собирается уезжать на родину. Он делится своими мыслями с Мори, который пытается переубедить его и объявляет о том, что Мугату пригласил его в свою коллекцию. Но Дерек настроен решительно.
Зуландер приезжает домой, в шахтёрский городок в Нью Джерси. Но отец и братья не рады его возвращению. Дерек присоединяется к работе на шахте. После первого рабочего дня он вместе с родными сидит в баре и смотрят телевизор. Внезапно появляется реклама с Дереком-русалом, и его отец прогоняет его. Внезапно звонит Мори, который объявил о сделке с Мугату.
Дерек приезжает к Мугату, который показал макет детского центра. Но Зуландер разбивает его и требует тот, который как минимум в 3 раза больше. Якобим показывает свою коллекцию «Отбросы общества» и знакомит со своей спутницей, Катинкой Ингабоговиновой. Дерека везут в тайный санаторий Мугату. В то время Матильда продолжает копать под Мугату. Тем временем ей поступает звонок с наводкой на 12 пирс. Тем временем Зуландера расслабляют, а прибывшая туда Матильда находит Дерека. Внезапно приходит Катинка и прогоняет Матильду. Зуландера гипнотизируют с помощью песни Relax, чтоб он убил премьер-министра Малайзии.
Он просыпается у себя дома, когда к нему стучится Матильда. Она говорит ему, что он на неделю пропал. Но Дерек не хочет её слушать, хотя перед уходом вносит ей изменения в причёску. Матильда в редакции смотрит записи о моделях Мугату. Она замечает на всех фото Катинкв и понимает, что Зуландеру грозит опасность. Она пытается найти его в клубе, где тот находился. Внезапно его задевает Хенсэл и извиняется, но Дерек заводится, и между ними возникает потасовка. Они забили дуэль, хотя Билли Зейн, который был в том же клубе, отговаривает Дерека. Он отправляется на место состязания. Матильда пытается поговорить с Дереком, пока он идёт на место состязания. Дэвид Боуи судит состязание, но Зуландер проигрывает из-за грязного приёма Хенсэла. Матильда замечает прибывшую Катинку и уводит Дерека. Внезапно Матильде поступает звонок с просьбой приехать на кладбище. Они видят могилы моделей Мугату, после чего они видят могильщика, который повёл их с собой. Во время прогулки могильщик рассказывает про мир моды и убийства, устроенные им. Дерек внезапно узнаёт, что могильщик - это Джейби Клюид, в прошлом модель часов. Во время разговора на них нападают люди Мугату. Матильда решает спрятать Зуландера. Выбор останавливается на логове соперника Дерека, Хенсэла. Матильда рассказывает ему историю с Зуландером. Хенсэл и Дерек выясняют отношения и мирятся.
В логове Хенсэла они расслабляются и предаются оргии. На утро компания рассуждает о плане спасения Дерека и премьер-министра Малайзии. Они решают замаскироваться и незаметно проникнуть к Мори в поисках доказательств. Тем временем Матильда обнаруживает ещё компромат на Мугату. В то время Хенсэл и Дерек пытаются включить компьютер Мори Балштейна, но у них не выходит. Но Зуландер решает отправиться на показ. Матильда выдвигается на шоу. Дерека готовят к шоу, и к нему приходит Мори. Зуландер обижен на него.
Начинается выход Дерека. Матильда пытается предупредить его, но ей мешает Катинка. Злой Диджей включает трек Relax, и Дерек собирается убить премьер-министра Малайзии. Внезапно вмешивается Хенсэл и мешает Злому Диджею. Когда Дерек почти готов убить премьер-министра Малайзии, Хенсэл вырубает музыку и останавливает друга, после чего объясняет, что случилось. Между Катинкой и Матильдой начинается дракой. Мори подтверждает все слова Хенсэла и отказывается работать на Мугату. Якобим психует и пытается сам убить премьер-министра Малайзии сам, но Дерек закрывает его и с помощью взгляда «Магнум» останавливает сюрикен Мугату. Все ликуют, а отец Дерека, который смотрел показ в баре, гордится им. Мугату схватывают, а Матильда целуется с Зуландером. 
Зуландер открывает свой центр и женится на Матильде. У них рождается сын, Дерек Зуландер-младший, который также обладает харизмой отца.

## В ролях
| Актёр               | Роль                   |
| ------------------- | ---------------------- |
| Бен Стиллер         | Дерек Зуландер         |
| Оуэн Уилсон         | Хэнсел Макдональд      |
| Уилл Феррелл        | Джакобим Мугату        |
| Кристин Тейлор      | Матильда Джеффрис      |
| Милла Йовович       | Кати́нка Ингабого́винова |
| Джерри Стиллер      | Маури Балстейн         |
| Дэвид Духовны       | Джей Пи Превит         |
| Джон Войт           | Ларри Зуландер         |
| Александр Скарсгард | Микус                  |
| Энди Дик            | массажистка Ольга      |
| Энн Мира            | Протестующая           |
| Винс Вон            | Люк Зуландер           |
| Шаво Одаджян        | Диджей                 |
| Лам Бо              | Далай-лама             |
| Дэвид Боуи          | играет самого себя     |

## Саундтрек
| №                   | Название                          | Artist                       | Длительность |
| ------------------- | --------------------------------- | ---------------------------- | ------------ |
| 1.                  | «Start the Commotion»             | The Wiseguys feat. Greg Nice | 2:35         |
| 2.                  | «Relax»                           | Frankie Goes to Hollywood    | 3:56         |
| 3.                  | «Call Me»                         | Nikka Costa                  | 4:08         |
| 4.                  | «Love to Love You Baby»           | No Doubt                     | 4:22         |
| 5.                  | «I Started a Joke»                | The Wallflowers              | 3:09         |
| 6.                  | «He Ain’t Heavy… He’s My Brother» | Руфус Уэйнрайт               | 4:38         |
| 7.                  | «Wake Me Up Before You Go-Go»     | Wham!                        | 3:51         |
| 8.                  | «Rockit»                          | Херби Хэнкок                 | 5:26         |
| 9.                  | «Beat It (Moby's Sub Mix)»        | Майкл Джексон                | 6:13         |
| 10.                 | «Madskillz-Mic Chekka (Remix)»    | BT                           | 5:50         |
| 11.                 | «Faces»                           | Orgy                         | 4:28         |
| 12.                 | «Ruffneck»                        | Freestylers feat. Navigator  | 5:43         |
| 13.                 | «Now Is the Time»                 | The Crystal Method           | 5:37         |
| 14.                 | «Relax»                           | Powerman 5000                | 3:05         |
| Общая длительность: | Общая длительность:               | Общая длительность:          | 63:01        |

## Факты
- В фильме приняли участие многие звезды, снявшиеся в роли самих себя. В их числе: Lil' Kim, Дональд Трамп, Мелания Трамп, Кристиан Слейтер, Том Форд, Натали Портман, Ленни Кравиц, Гвен Стефани, Пэрис Хилтон, Дэвид Боуи, Фред Дерст, Клаудия Шиффер и другие.
- Образ главного героя — Дерека Зуландера — был придуман Беном Стиллером и Дрейком Сетером в телевизионном шоу «Saturday Night Live».
- Изначально в саундтрек должна была войти версия песни «Relax» в исполнении группы Limp Bizkit, друзей актёра Бена Стиллера, но из-за ухода гитариста Уэса Борланда, Фред Дёрст отказался выпускать трек и, в итоге, в альбом попала версия группы Powerman 5000[8].

## Обвинения в плагиате
Гламорама, сатирический роман 1998 года Брета Истона Эллиса, рассказывает историю праздного мужчины-модели, который оказывается вовлечённым в заговор, придуманный международными террористами, вербующими людей из индустрии моды. В 2005 году Эллис заявил, что ему известно о сходстве между Образцовым самцом и Гламорамой, и сказал, что он пытался предпринять юридические действия. Позже Эллиса спросили о сходстве в интервью BBC в 2009 году, но он сказал, что не может обсуждать эту тему из-за внесудебного урегулирования.